# 西高蔵駅
西高蔵駅（にしたかくらえき）は、愛知県名古屋市熱田区五本松町にある、名古屋市営地下鉄名城線の駅である。駅番号はM28。アクセントカラーはグレー。
高座結御子神社の西参道と伏見通（国道19号）の西高蔵交差点の地下にあることからこの駅名が付いた。

## 歴史
- 1974年（昭和49年）3月30日：4号線の駅として開業。
- 1994年（平成6年）名古屋国際会議場開館に伴い、フジテック株式会社によりエスカレーターが設置される。また、エスカレーターの設置に合わせて駅出入口のデザインを一新。
- 2004年（平成16年）10月6日：4号線を名城線に改称。
- 2010年（平成22年）：バリアフリー工事完了。施工は三菱電機株式会社。
- 2021年（令和3年）3月15日：可動式ホーム柵使用開始。当駅を最後に、名城線・名港線への可動式ホーム柵の導入が完了した。

## 駅構造
相対式2面2線のホームを持つ地下駅。

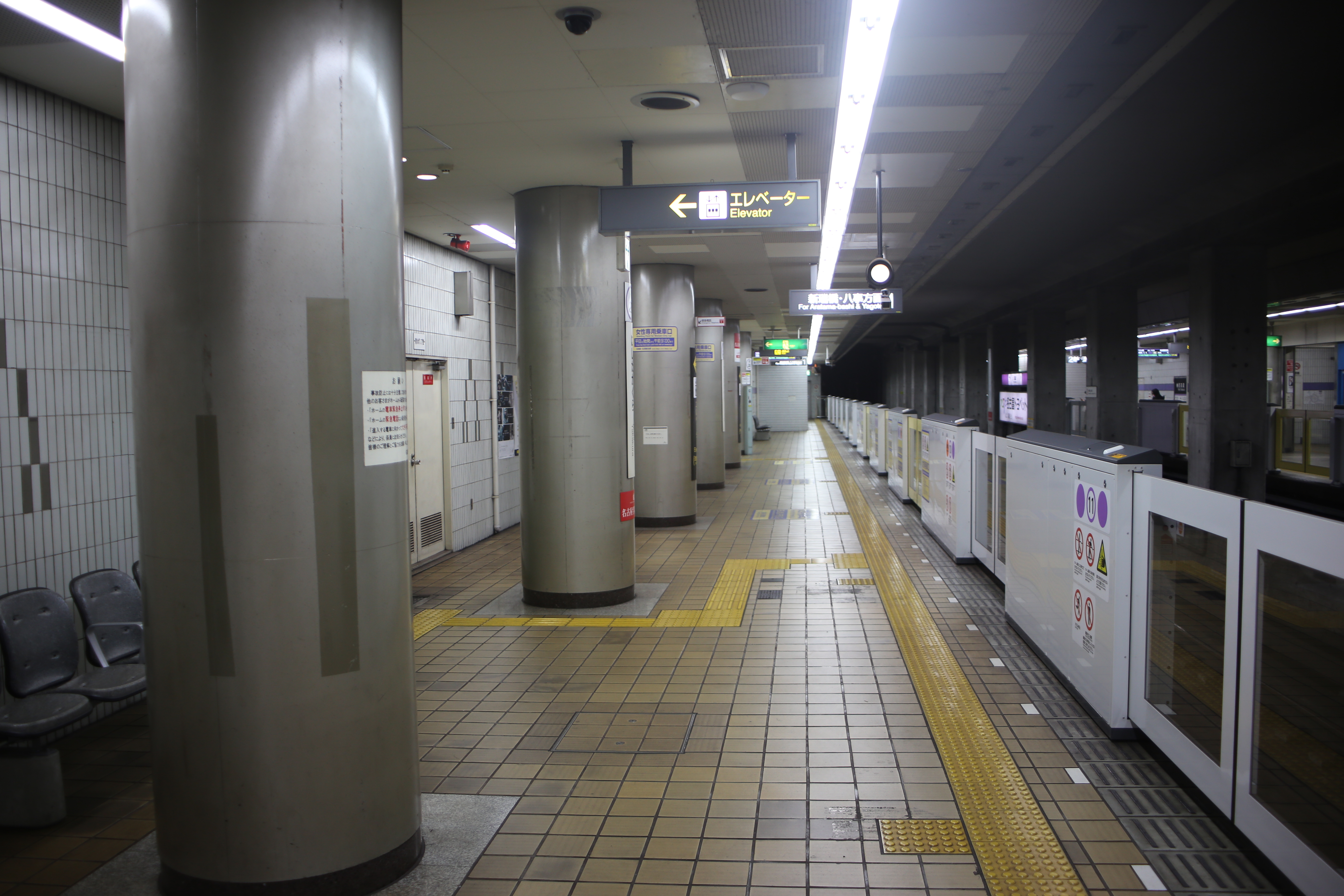
ホーム（2021年12月）

当駅は、名城線南部駅務区金山管区駅が管轄している。

### のりば
| ホーム | 路線   | 方向   | 行先             | 備考                       |
| ------ | ------ | ------ | ---------------- | -------------------------- |
| 1      | 名城線 | 左回り | 新瑞橋・八事方面 |                            |
| 2      | 名城線 | 右回り | 金山・栄方面     | 名港線方面は金山で乗り換え |

## 利用状況
2019年（令和元年）度の1日当たり平均乗車人員は、3,297人である。副都心の金山駅に近く、また最寄りの白鳥公園を越えた西側に名港線の日比野駅があることも影響し、名城線の駅では、妙音通駅に次いで利用者数が少ない。

## 駅周辺

### 周辺の施設
- 熱田警察署
- 熱田神宮公園
  - 熱田神宮公園野球場
  - 断夫山古墳
- 高蔵公園
  - 高座結御子神社
  - 高座稲荷社
  - 高蔵遺跡
- 白鳥公園
  - 名古屋国際会議場
    - センチュリーホール
- 重工記念病院
- 名古屋市立高蔵小学校
- 名古屋市立旗屋小学校
- 名古屋市立沢上中学校
- 伏見通（国道19号）
- 名古屋学院大学白鳥学舎（名港線日比野駅の混雑緩和と新瑞橋方面からの便宜上のため案内している）
- 愛知機械工業本社
- イオンモール熱田

### バス路線
現在はバスの接続しない駅である。2014年（平成26年）3月までは地下鉄西高蔵停留所があり、以下の路線が名古屋市交通局により運行されていた。
- 熱田巡回：神宮東門行（右回り・左回り）

なお駅から徒歩3分程度にある、旗屋交番向かいにAJBイオンモール熱田巡回バスの「旗屋小学校」バス停が存在する。（詳細はイオンモール熱田の項目参照）

## 隣の駅
名古屋市営地下鉄
 名城線
熱田神宮西駅 (M27) - 西高蔵駅 (M28) - 金山駅 (M01)